# 圣巴斯加修道院 (贝内文托)
41°8′3.58″N 14°46′55.29″E / 41.1343278°N 14.7820250°E

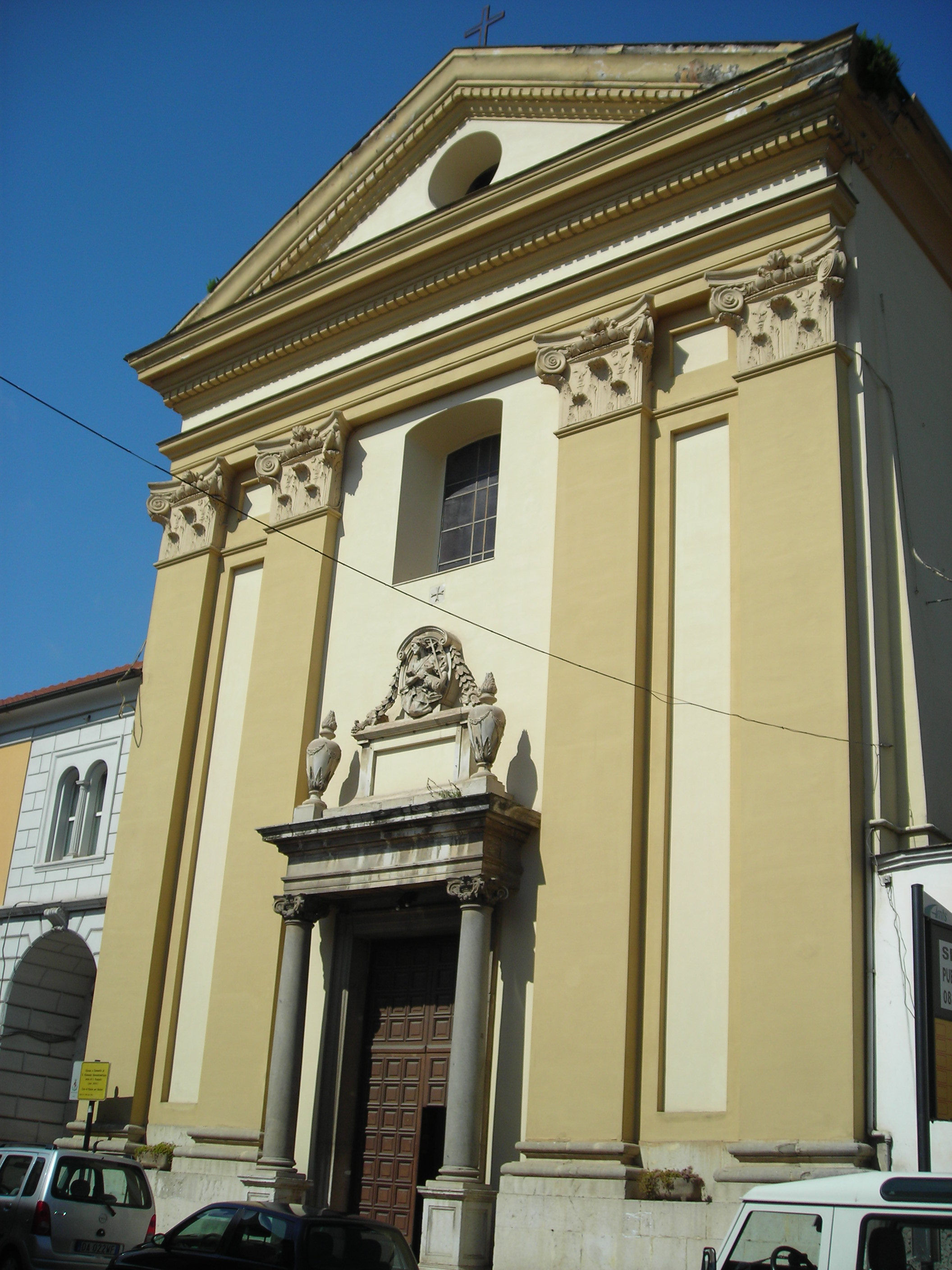
耶路撒冷的圣若望堂

圣巴斯加修道院（Convento di San Pasquale）原名耶路撒冷的圣若望修道院（Convento di San Giovanni di Gerusalemme dei Padri Riformatori），位于贝内文托老城区的Ponticelli区，圣巴斯加街（via San Pasquale），靠近圣路济亚堂（chiesetta di Santa Lucia）。

## 历史
在1724年，奥尔西尼任总主教时期，马耳他骑士团大教長捐赠事務大臣宫兴建修道院和附属教堂。1895年2月16日，在一楼餐厅开设了精神病院，1915年12月18日关闭。 

## 耶路撒冷的圣若望堂
耶路撒冷的圣若望堂（chiesa di San Giovanni Gerosolimitano），由建筑师尼古拉·贝内文托·科尔·德·维塔设计。祭台圣像为圣玛加利大和圣方济各，雕塑家 Gennaro Cerasuolo。